# سفارة تشيلي في الولايات المتحدة
سفارة تشيلي في الولايات المتحدة هي أرفع تمثيل دبلوماسي لدولة تشيلي لدى الولايات المتحدة. تقع السفارة في شمال غربي واشنطن العاصمة وهي تهدف لتعزيز المصالح التشيلية في الولايات المتحدة.

## وصلات خارجية
- الموقع الرسمي
- قائمة سفارات تشيلي
- قائمة السفارات في الولايات المتحدة